# نهر أورخون
نهر أورخون ((بالمنغولية: Орхон гол)‏, Orkhon gol) هو أحد أنهار منغوليا ويعتبر أطول أنهارها، يبلغ طوله 1124 كم.